# マルディメクルディ
マルディメクルディ（Mardi Mercredi、마르디 메크르디）は、大韓民国のファッションブランド。しばしばマルディ (Mardi) と略される。
2018年に創設されたデザイナーズブランドである。
ブランドの名称は、フランス語で「火曜日、水曜日」を意味しているが、これは創業者で、デザイナーでもあるパク・ファモクとイ・スヒョン夫妻のそれぞれの名にある「ファ（화）」と「ス（수）」が、韓国語でそれぞれ「火」曜日、「水」曜日を意味することに由来する。
2022年頃から、BTSのメンバーや、IVEのチャン・ウォニョン、歌手IU、女優パク・ミニョンなどが愛用していると報じられる。
特に、大きな花を描いた図案に「Mardi」のロゴが入ったTシャツやスウェットなどが知られており、ブランドの特徴は、「フレンチカジュアルにストリート要素をミックスしたスタイル」などと説明される。
韓国では、ソウル特別市龍山区漢南洞の本店を含め、国内に合わせて6店舗を構えており、2023年の年間売上高は718億ウォン（約82億円）であった。
日本では、2023年に伊勢丹新宿店、阪急うめだ本店などでポップアップストアを展開し、2024年春にZOZOTOWNでの販売が始まり、6月1日に東京都渋谷区代官山町に日本初の旗艦店を出した。